# Dwór w Dzikowcu
Dwór w Dzikowcu – zabytkowy dwór  wzniesiony 1683 roku jako prepozytura jezuitów. W roku 1788 został sprzedany i zaczął pełnić funkcję dworu. W XIX i XX wieku został przebudowany, po 1945 roku należał do Państwowego Gospodarstwa Rolnego. Obecnie właścicielem budynku jest Agencja Nieruchomości Rolnych.

## Położenie
Dwór leży w centralnej części Dzikowca – wsi w Polsce, w województwie dolnośląskim, w powiecie kłodzkim, w gminie Nowa Ruda.

## Historia
Dwór został wzniesiony w latach 1682-1683 przez zakon jezuitów z Kłodzka, jako ich prepozytura. W 1722 roku zbudowano na dachu budynku ośmioboczną wieżyczkę z zegarem. W 1773 roku nastąpiła kasata zakonu jezuitów, w związku z którą folwark z dworem sprzedano w 1788 roku osobom prywatnym i od tego czasu zaczął pełnić funkcję dworu. W XIX wieku przebudowany został w stylu neorenesansowym, ponownej przebudowy dokonano w XX wieku. Po 1945 roku dwór w Dzikowcu użytkowany był przez Państwowe Gospodarstwo Rolne, które urządziło w nim mieszkania dla pracowników. Decyzją wojewódzkiego konserwatora zabytków z dnia 9 marca 1995 roku dwór został wpisany do rejestru zabytków. Obecnie (2017) właścicielem zaniedbanego obiektu jest Agencja Nieruchomości Rolnych, która wystawiła go na sprzedaż.

## Architektura
Budynek dawnej jezuickiej prepozytury zbudowany jest we wschodniej pierzei folwarku, na platformie częściowo wciętej w stok wzniesienia. Jest to budowla wzniesiona  na planie prostokąta, jednopiętrowa, zwieńczona wysokim dachem czterospadowym. Została rozbudowana o ryzalit z prostokątną wystawką zwieńczoną trójkątnym naczółkiem ze spływami. We wnętrzu zachowały się sklepienia kolebkowe, kolebkowe z lunetami i krzyżowe. Wnętrza przyziemia są przestronne i wysokie oraz ozdobione tylko drewnianą, barokową stolarką drzwiową.
Obok rezydencji dworskiej zachował się spichlerz z XVII/XVIII wieku, przebudowany na oficynę mieszkalną. Wyróżnia się elewacjami szczytowymi z trójkątnymi naczółkami i spływami wolutowymi. W sąsiedztwie dworu znajdują się zaniedbane zabudowania gospodarcze pochodzące z XIX wieku. W otoczeniu budowli istnieją również relikty parku, urządzonego w miejscu dawnych ogrodów, z dominującym drzewostanem rodzimym: klonami i lipami drobnolistnymi.

## Galeria

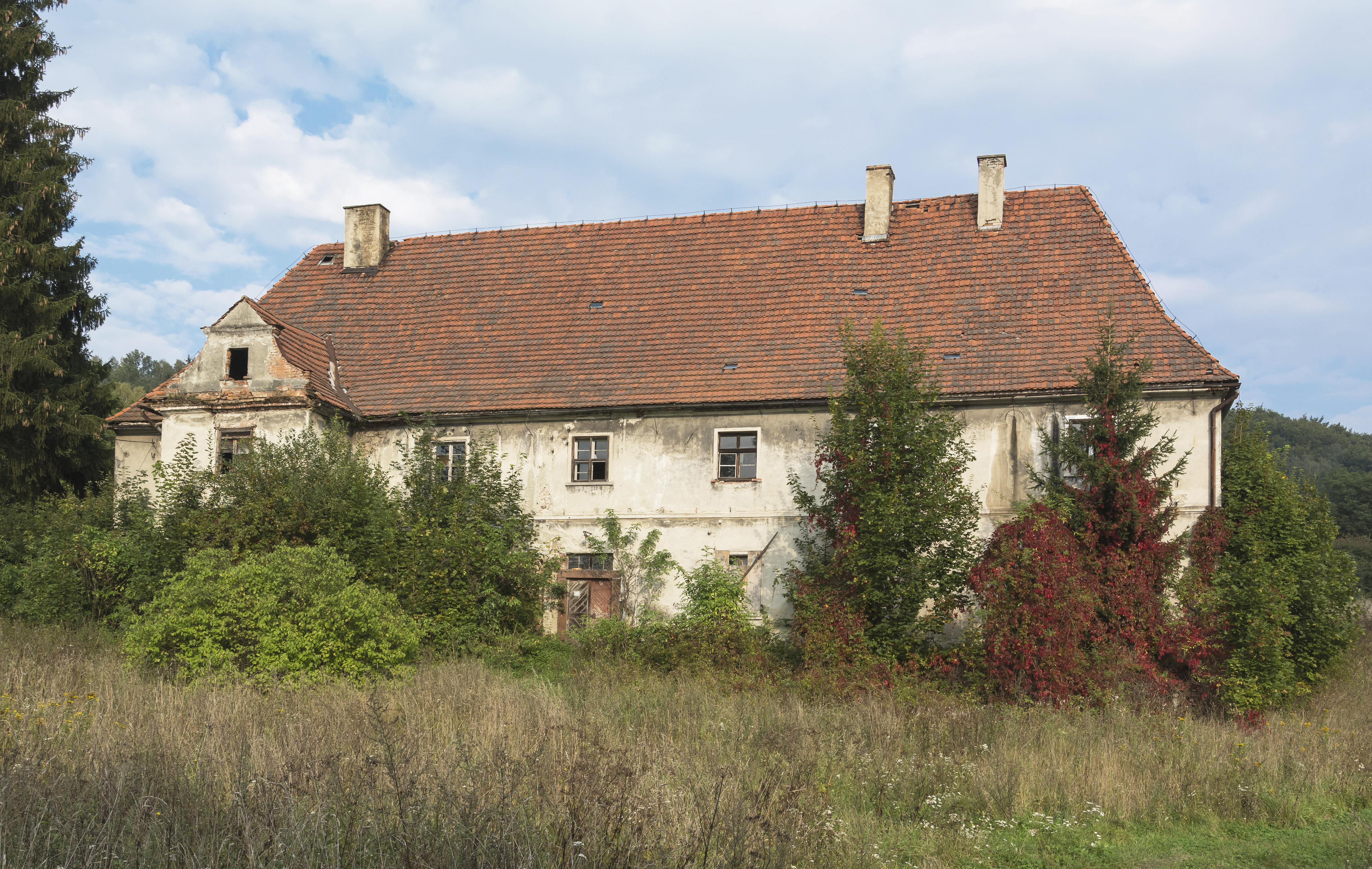
Dwór od zachodu
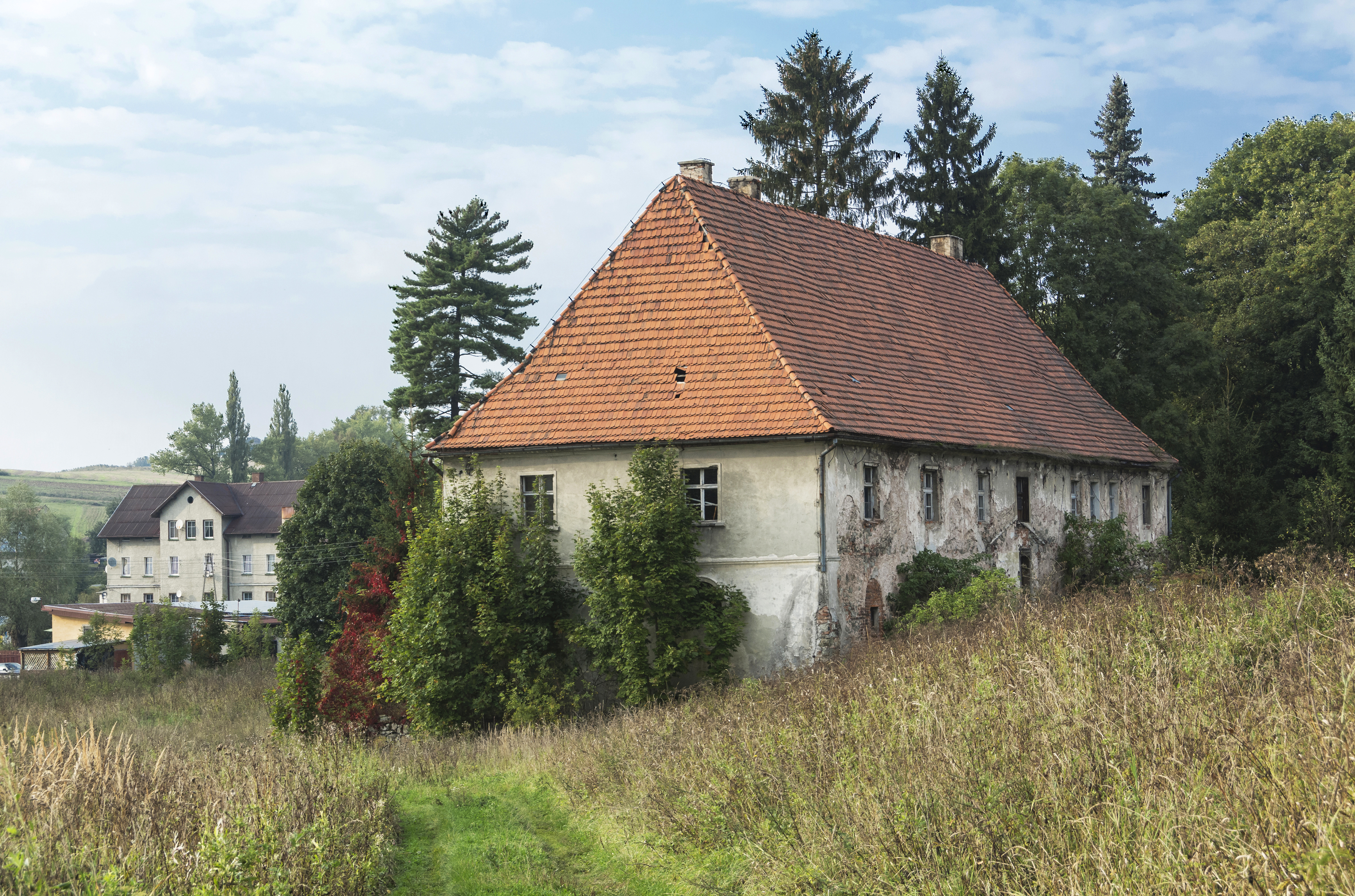
Dwór od południowego wschodu
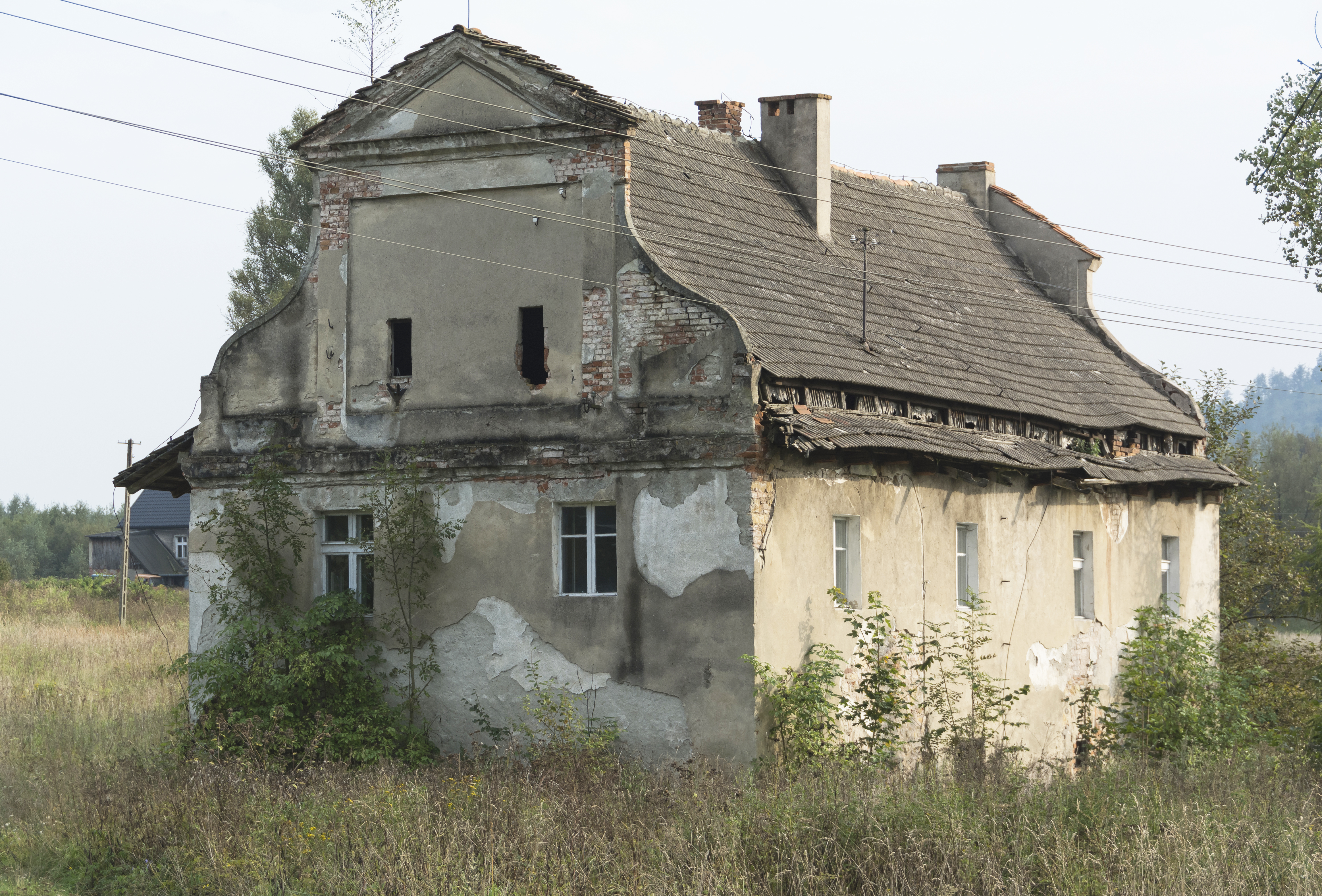
Oficyna